# Speculatief realisme
Speculatief realisme (speculative realism) is een stroming in de hedendaagse filosofie die een vorm van metafysisch realisme inhoudt dat zich afzet tegen de postkantiaanse filosofie (of wat het ook wel 'correlationisme' noemt). De term 'speculatief realisme' ontstond op een conferentie aan de universiteit van Londen in april 2007. Auteurs die ermee geassocieerd worden zijn Ray Brassier, Iain Hamilton Grant, Graham Harman, Quentin Meillassoux en Alberto Toscano.
Hoewel de vertegenwoordigers vaak onderling verschillen qua filosofische vertrekpunten, delen ze wel een kritiek op een filosofische traditie, teruggaand op Immanuel Kant, die de grenzen van het menselijke verstand als vertrekpunt nemen. Deze filosofie wordt beschreven met de term 'correlationisme' omdat het vertrekt van de stelling dat zijn en denken steeds enkel als correlatie te kennen zijn, maar nooit op zichzelf. Kennis over de wereld kan dus enkel via de mediatie van het bewustzijn, maar kennis over de wereld op zich los van het bewustzijn wordt onmogelijk geacht.
Daartegenover plaatst het speculatief realisme de vraag of het wel een noodzakelijkheid is dat kennis over de wereld los van het bewustzijn onmogelijk is. Voornamelijk wijzen ze erop dat door de dominantie van dit correlationisme objecten nooit serieus behandeld werden binnen de filosofie. Zo wijst Meillassoux er bijvoorbeeld op dat vanuit het correlationisme nooit een volwaardige verklaring gegeven kan worden voor wetenschappelijke kennis over natuurlijke feiten, zoals de oerknal, het ontstaan van de aarde, het ontstaan van leven op aarde en het ontstaan van de mens. Meillassoux noemt deze feiten ancestraal. Auteurs als Harman en Grant plaatsen daar perspectieven tegenover die een prominentere plaats geven aan objecten, door bijvoorbeeld te stellen dat objecten niet altijd tot hun fysieke onderdelen zijn te reduceren (zoals het huwelijk of de VOC) maar dat bepaalde eigenschappen aan hun onderlinge relaties toe te schrijven zijn. Zij proberen daarmee de aanspraak van de natuurwetenschappen, dat deze alles verklaren, te ondergraven. Deze benadering wordt objectgeoriënteerde ontologie genoemd en is dus een onderdeel van het speculatieve realisme.